# Gvar'am
Gvar'am (hebrejsky גְּבַרְעָם, v oficiálním přepisu do angličtiny Gevar'am) je vesnice typu kibuc v Izraeli, v Jižním distriktu, v Oblastní radě Chof Aškelon.

## Geografie
Leží v nadmořské výšce 87 metrů v pobřežní nížině, v regionu Šefela, nedaleko severního okraje pouště Negev. Severně od obce teče vádí Nachal Oved, do kterého sem z prostoru kibucu přitéká vádí Nachal Gvar'am. Na jih od obce začíná vádí Nachal Sumsum a okolo něj přírodní rezervace Reches Gvar'am. Východně od vesnice se rozkládá uměle vysázený lesní komplex Ja'ar Gvar'am.
Obec se nachází 10 kilometrů od břehu Středozemního moře, cca 56 kilometrů jihojihozápadně od centra Tel Avivu, cca 62 kilometrů jihozápadně od historického jádra Jeruzalému a 10 kilometrů jihovýchodně od města Aškelon. Gvar'am obývají Židé, přičemž osídlení v tomto regionu je etnicky převážně židovské.
Gvar'am je na dopravní síť napojen pomocí místní komunikace, jež západně od vesnice ústí do dálnice číslo 4. Severně od obce vede železniční trať Kirjat Gat-Aškelon využívaná ale jen jako průmyslová vlečka.

## Dějiny
Gvar'am byl založen v roce 1942. Zakladatelská osadnická skupina se zformovala již roku 1935 a tvořili ji Židé z Německa, kteří toho roku přišli do tehdejší mandátní Palestiny. Provizorně se ubytovali poblíž Tel Avivu. V nynější lokalitě se první dvacítka osadníků usídlila 28. srpna 1942. Pozemky poskytl Židovský národní fond, který je získal od nedaleké arabské vesnice Simsim. Roku 1944 obyvatelé kibucu zahájili vrtání studně. Teprve v roce 1945 se obyvatelé nastěhovali do trvalých domů a přesídlily sem též ženy a děti.
Během války za nezávislost v roce 1948 byl kibuc Gvar'am (stejně jako nedaleký Jad Mordechaj) místem těžkých bojů. Egyptská invazní armáda se tudy pokoušela o průnik do pobřežní nížiny směrem k Tel Avivu. Po dobu obléhání byly ženy a děti z kibucu evakuovány. Nakonec ovšem zdejší oblast ovládla izraelská armáda.
Koncem 40. let měl kibuc rozlohu katastrálního území 3 800 dunamů (3,8 kilometrů čtverečních). Kibuc prošel v nedávné době privatizací a zbavil se prvků kolektivismu ve svém hospodaření. Ve vesnici funguje mateřská škola. Místní ekonomika je založena na zemědělství a zejména na průmyslu. Působí zde podnik Gvar'am Quality Envelopes s cca 120 zaměstnanci a další firma na zpracování lepenkových obalů s cca 30 zaměstnanci. V kibucu je k dispozici plavecký bazén, společná jídelna, sportovní areály a zdravotní středisko.

## Demografie
Podle údajů z roku 2014 tvořili naprostou většinu obyvatel v Gvar'am Židé (včetně statistické kategorie "ostatní", která zahrnuje nearabské obyvatele židovského původu ale bez formální příslušnosti k židovskému náboženství).
Jde o menší obec vesnického typu s dlouhodobě rostoucí populací. K 31. prosinci 2014 zde žilo 389 lidí. Během roku 2014 populace stoupla o 0,0 %.
| Rok            | 1948 | 1961 | 1972 | 1983 | 1995 | 2001 | 2003 | 2004 | 2005 | 2006 | 2007 | 2008 | 2009 | 2010 | 2011 | 2012 | 2013 | 2014 |
| -------------- | ---- | ---- | ---- | ---- | ---- | ---- | ---- | ---- | ---- | ---- | ---- | ---- | ---- | ---- | ---- | ---- | ---- | ---- |
| Počet obyvatel | 256  | 283  | 247  | 286  | 280  | 303  | 313  | 307  | 311  | 319  | 333  | 352  | 331  | 362  | 370  | 382  | 389  | 389  |